# Мерсье, Мишель
Мише́ль Мерсье́ (фр. Michèle Mercier, настоящее имя Жослин Ивонн Рене Мерсье, фр. Jocelyne Yvonne Renée Mercier, род. 1 января 1939, Ницца) — французская актриса кино и телевидения.
Снялась в 55 кинофильмах и трёх сериалах. Мировую известность Мерсье принесла роль Анжелики в историческом сериале 1964—1968 годов по роману Анн и Сержа Голон.

## Биография
Родилась в семье француза и итальянки. С детства увлекалась танцами. В 1957 году стала солисткой балета в оперном театре Ниццы. В фильме Мориса Шевалье «У меня было семь дочек» Мерсье впервые появилась на экране, ей досталась эпизодическая роль с одной репликой.
В 17 лет Жослин переехала в Париж, несмотря на возражения родителей, которые видели её наследницей фармацевтической компании, принадлежащей семье Мерсье. Она танцевала сначала в антрепризе Ролана Пети, затем в труппе «Балет Эйфелевой башни». В Париже познакомилась с Чарли Чаплином, который посоветовал выучить английский язык и попробовать сниматься в кино. После того, как обе труппы распались, Мерсье отправляется в Лондон, там она училась актёрскому мастерству, но вскоре вернулась в Ниццу.
Дебют Жослин в кино состоялся в 1957 году в фильме «Ответный удар». Имя Жослин не понравилось продюсерам, и ей предложили взять псевдоним Мишель. По официальной версии, он был позаимствован у Мишель Морган, игравшей в «Ответном ударе» главную роль. Такое же имя носила и младшая сестра Жослин, умершая от тифа в детстве.
За «Поворотом ручки» последовали роли в романтических комедиях, американский фильм ужасов, комедия с Бобом Хоупом и маленькие роли у Франсуа Трюффо в «Стреляйте в пианиста» и Анатоля Литвака в «Любите ли вы Брамса?». Критика отмечала у актрисы естественность движений, отсутствие скованности перед камерой, яркие внешние данные. Дебют актрисы на театральной сцене состоялся в 1958 году в спектакле «А вот и брюнетка!», однако сценическая карьера развития не получила.
Вскоре Мишель переехала работать в Великобританию, а затем в Италию, где снималась в итальянских скетчах. Здесь Мерсье проявила себя в широком диапазоне: она играла в лентах романтических приключений, триллерах, комедиях и детективах.

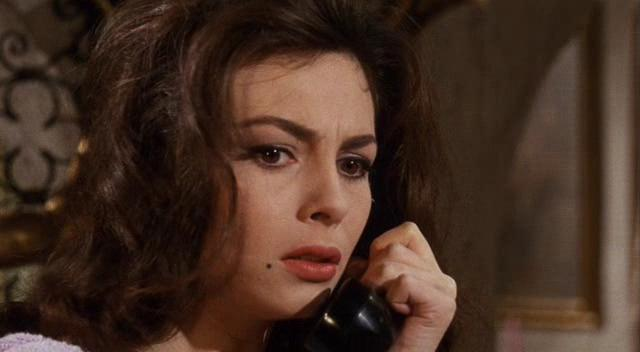
В фильме «Три лика страха» (1963)

В 1963 году режиссёр Бернар Бордери предложил Мерсье главную роль в костюмированном историческом фильме по популярному роману Анны и Сержа Голон «Анжелика», после того как от неё отказались Брижит Бардо, Катрин Денёв и Джейн Фонда. Мишель удачно прошла пробы и получила роль. Партнёром Мишель был Робер Оссейн. С 1964 по 1968 год было выпущено пять фильмов об Анжелике. Роль принесла актрисе всемирную известность, с конца 1960-х для мировой зрительской аудитории Мерсье ассоциируется прежде всего с Анжеликой.
В СССР первичный кинотеатральный показ цикла начался в конце 1968 года с третьего фильма «Анжелика и король». В 1969 году год в прокате появился первый фильм — «Анжелика — маркиза ангелов». Из каждого фильма советская цензура вырезала примерно по 30 минут экранного действия. Тем не менее в дальнейшем российские телеканалы выпускали передачи, где утверждалось, что «с „Анжеликой“ в СССР впервые пришла экранная эротика». В рецензиях, опубликованных советской прессой 1960-х годов, говорилось, что «образ Анжелики — это не сексуальная похоть, а ярко выраженная целомудренная чувственность». Оставшиеся три фильма не прошли цензуру и появились на экранах только с началом Перестройки в 1985 году, при этом из двух последних серий была смонтирована одна.

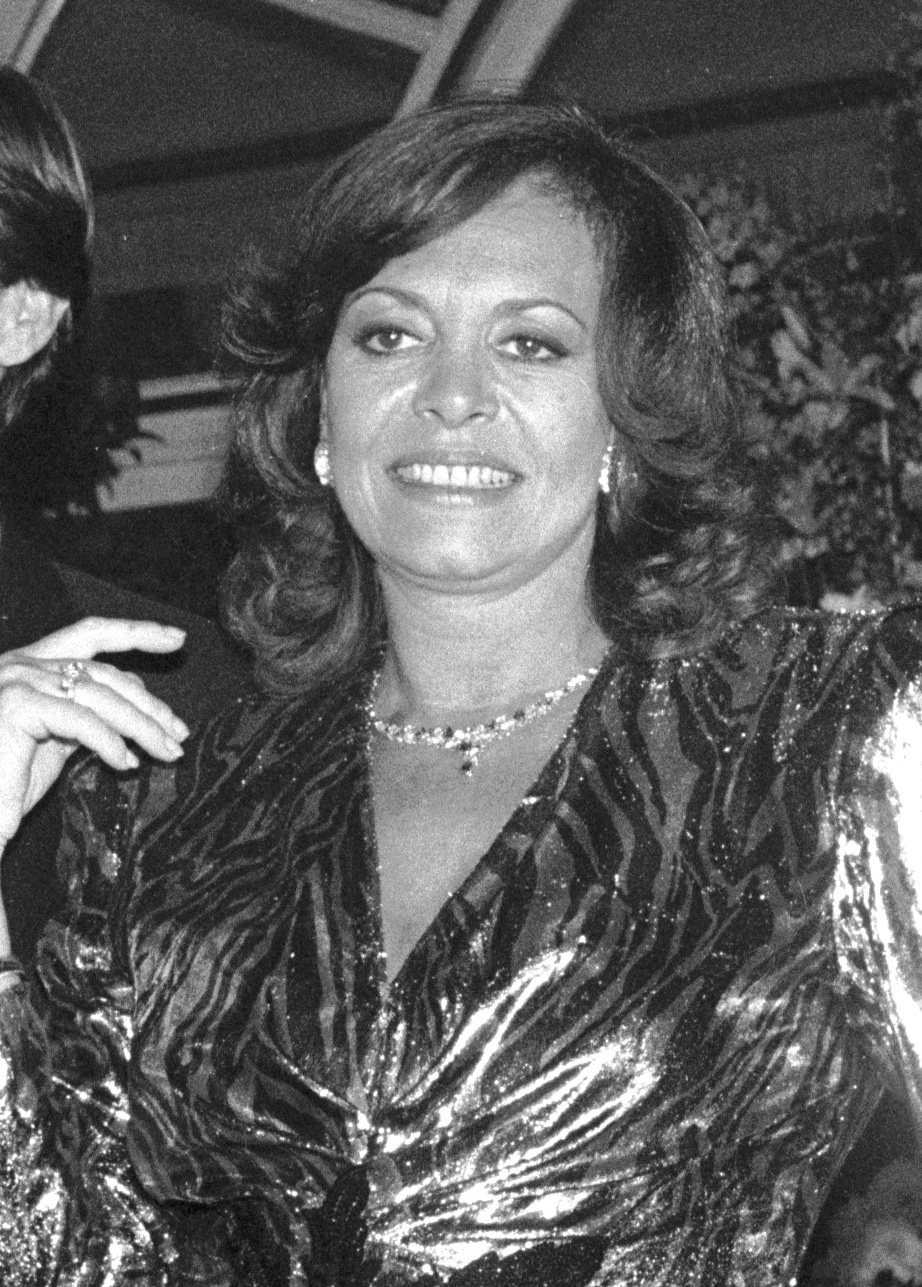
Июнь 1988 года

Появлялась на экране в роли проститутки в фильме «Гром небесный» с Жаном Габеном и Робером Оссейном (в роли сутенёра), а во «Второй истине» Кристиана-Жака сыграла убийцу. Эти фильмы не принесли ей успеха, как и фильм с Чарльзом Бронсоном и Тони Кёртисом, в котором она снялась, переехав в США. Мерсье на склоне лет отзывается о своей звёздной роли неоднозначно: «С одной стороны, она принесла мне невероятную популярность, с другой — режиссёры перестали видеть во мне кого-либо ещё, кроме Анжелики. Так что Анжелика для меня — и судьба, и триумф, и своего рода «проклятие». Успех цикла об Анжелике не отразился на достатке актрисы: контракты были составлены так, что гонорары оказались «смехотворны».
Тем не менее Мерсье продолжает появляться на кинофестивалях с ретроспективами фильмов об Анжелике. В 2006 году правительство Франции вручило актрисе Орден искусств и литературы.

### Личная жизнь
Была четырежды замужем: два раза официально, ещё два — в гражданском браке. В 1984 году, после двух разводов (с помощником режиссёра Андре Смагги в 1965 году и с гонщиком Клодом Бурило в 1976 году) Мерсье ушла из кино. В 1999 году банкротство заставило её выставить на продажу личные вещи и платья из фильмов об Анжелике, выкупленные у киностудии после съёмок. Последним увлечением Мерсье был итальянский принц, с которым она собиралась обвенчаться. Детей у Мерсье нет.

## Фильмография

- 1957 — Ответный удар / Retour de manivelle — Жанна
- 1957 — Дай мне шанс / Donnez-moi ma chance — Николь Нобле
- 1959 — Ночи Лукреции Борджиа / Le Notti di Lucrezia Borgia — Диана д’Альва
- 1959 — Ангел на земле / Ein Engel auf Erden — Августа Мюнхенбергская
- 1960 — Дьявольский танец / Le Saint mène la danse — Дани
- 1960 — А вот и брюнетка! / La Brune que voilà (телеспектакль) — Софи
- 1960 — Стреляйте в пианиста / Tirez sur le pianiste — Кларисса
- 1960 — Морские мстители / Il Giustiziere dei mari — Дженнифер
- 1961 — Любите ли вы Брамса? / Goodbye Again — Мейси № 3
- 1961 — Приключения Аладдина / Le meraviglie di Aladino — принцесса Зайна
- 1962 — Ревущие годы / Gli anni ruggenti (по мотивам «Ревизора» Гоголя, в советском прокате «Инспектор инкогнито») — Эльвира
- 1962 — Пленница дьявольского острова / Le Prigioniere dell’isola del diavolo — Мартина Фоше
- 1963 — Куколка / La Pupa — Куколка
- 1963 — Летнее безумие / Frenesia dell’estate — Гиги
- 1963 — Четверг / Il giovedi — Эльза
- 1963 — Симфония резни / Symphonie pour un massacre — Мадлен Клаве
- 1963 — Три лика страха / I tre volti della paura (эпизод «Телефон») — Рози
- 1963 — Старший Фершо / L’Aîné des Ferchaux — Лу
- 1963 — Чудовища / I Mostri (эпизод «Опиум для народа») — Мари
- 1964 — Высшая неверность / Alta infedeltà (эпизод «Scandaloso») — Клара
- 1964 — Любовь в четвёртом измерении / Amore in quattro dimensioni (эпизод «Любовь и смерть») — Луиза
- 1964 — Анжелика — маркиза ангелов / Angélique, marquise des anges — Анжелика
- 1965 — Анжелика в гневе / Merveilleuse Angélique — Анжелика
- 1965 — Казанова-70 / Casanova '70 — Ноэль (невеста)
- 1965 — Гром небесный / Le Tonnerre de Dieu — Симона Лебоше
- 1966 — Чёрное солнце / Soleil noir — Беатрис Родье
- 1966 — Анжелика и король / Angélique et le roy — Анжелика
- 1966 — Вторая истина / La Seconde vérité — Натали Невиль
- 1966 — Как я научился любить женщин / Das Gewisse Etwas der Frauen — Франциска
- 1967 — Древнейшая профессия в мире / Le Plus vieux métier du monde (эпизод «Первобытная эра») — Бри
- 1967 — Неукротимая Анжелика / Indomptable Angélique — Анжелика
- 1968 — Анжелика и султан / Angélique et le sultan — Анжелика
- 1968 — Любовники Леди Гамильтон: Путь в высший свет / Le Calde notti di Lady Hamilton — Эмма Гамильтон
- 1968 — Верёвка и кольт / Une corde, un Colt — Мария Кейн
- 1969 — Золотая вдова / Une veuve en or — Дельфина
- 1970 — На всех не угодишь / You Can’t Win 'Em All — Айла
- 1971 — Македонская операция / Macédoine (La Femme sandwich) — Катерина
- 1971 — В объятьях паука / Nella stretta morsa del ragno — Элизабет Блэквуд
- 1971 — Roma bene — Вильма Раппи
- 1972 — Зов предков / Call of the Wild — Калиоппа Лорен
- 1977 — Женщины мира / Les Femmes du monde (телесериал) — Даниэль Равенн
- 1977 — Железная рука / Götz von Berlichingen mit der eisernen Hand — Аделаида, графиня ван Вольдорф
- 1984 — Джин-тоник / Jeans Tonic — Мишель Дабре
- 2003 — Салон красоты / Il Bello delle Donne (телесериал) — Наоми
- 2004 — Красная капелла (телесериал) — Элен в наши дни
- 2005 — Парижская любовь Кости Гуманкова — француженка
- 2011 — Те, кто любили Рихарда Вагнера / Celles qui aimaient Richard Wagner — Брижит

## Факты
- Знание французского, итальянского, английского и немецкого языков позволило Мерсье сняться во множестве иностранных и интернациональных фильмов.
- Фильмы «Морские мстители» и «Пленница дьявольского острова» снимались параллельно в одних и тех же декорациях.
- Робер Оссейн и Мишель Мерсье появлялись на экране восемь раз: в пяти фильмах про Анжелику и трижды в других фильмах — «Вторая истина», «Гром небесный» и «Верёвка и кольт» («Кладбище без крестов»).